# Matthias Bullach
Matthias Bullach (* 22. April 1963 in Eschwege) ist ein deutscher Schauspieler, Synchronsprecher und Regisseur.

## Leben
Nach dem Abitur machte Bullach eine dreijährige Ausbildung zum Reiseverkehrskaufmann. Währenddessen spielte er bei der Volksbühne Eschwege, einer freien Theatergruppe. Dort trat er zwischen 1980 und 1984 unter anderem als Gerichtsrat Walter in Der zerbrochne Krug, als Lucien in Herzliches Beileid von Georges Feydeau und als Zettel in Ein Sommernachtstraum auf. Anschließend absolvierte Bullach seinen Zivildienst auf der Nordseeinsel Borkum, wo er ein eigenes kleines Theater, das Junge Theater Borkum, gründete. Dort spielte er 1986 in dem Aufklärungsstück Was heißt hier Liebe.
Von 1987 bis 1990 folgte dann eine professionelle Schauspielausbildung an der Stage School Hamburg. Außerdem absolvierte Bullach beim Norddeutschen Rundfunk eine Ausbildung zum Nachrichtensprecher. Während seiner Theaterausbildung trat er an der Hamburger Stage School unter anderem in Einsame Menschen von Gerhart Hauptmann, Endspiel, Die Verschwörung des Fiesco zu Genua und Herodes und Mariamne von Friedrich Hebbel auf. Unter der Regie von Barbara Focke und Birke Bruck spielte er dort in Don Juan oder Die Liebe zur Geometrie, Pioniere in Ingolstadt und den Lysander im Sommernachtstraum. Am Theater im Zimmer von Gerda Gmelin spielte er von 1996 bis 1997 über 90 Mal en suite die Rolle des Bösewichts Mike Talman in Warte, bis es dunkel ist von Frederick Knott.
Ab Ende der 1980er Jahre war Bullach auch im Fernsehen und im Kino zu sehen. Im deutschen Fernsehen übernahm er mehrere durchgehende Serienrollen, wiederkehrende Episodenrollen und auch Gastrollen. Häufig wurde er in zwielichtigen, undurchsichtigen Rollen, als Bösewicht, oberflächlicher Liebhaber oder Gigolo eingesetzt.
Von 1989 bis 1991 spielte und sprach er in 120 Folgen den Samson in der NDR-Kinderserie Sesamstraße. Eine wiederkehrende Serienhauptrolle hatte er 1992 als Architekt Peter Tauschitz in acht Folgen der RTL-Serie Ein Schloss am Wörthersee. Bekanntheit erlangte Bullach auch in der Rolle des Kriminalkommissars Mike Eschenbach in der RTL-Krimiserie Im Namen des Gesetzes, wo er von 1993 bis 1996 unter anderem gemeinsam mit Wolfgang Bathke und Klaus Schindler spielte. Als Playboy und Erpresser Werner Lentfer war er 1995 an der Seite von Iris Berben in dem Tatort Mordauftrag zu sehen.
2008 spielte Bullach in der Seifenoper Alles was zählt in der Rolle des Karl Hubertus von Thaden einen Geschäftspartner der Filmrolle Richard Steinkamp, der mit dessen Frau Simone flirtet und ihr Avancen macht. 2008 spielte er in der ARD-Serie Rote Rosen einen Flirt der Serienrolle Maike Becker. 2009 war er im Marienhof der fiese Arzt Dr. Neuss.
Seit 2008 drehte Bullach mehrere Fernsehfilme in Spanien. Er spielte in Vida en Marte, einer neuen spanischen Krimiserie, und in dem Fernsehfilm Coslada Cero, einem Thriller über die Unterwelt von Madrid. In Coslada Cero spielte Bullach den Zuhälter und Bordellbesitzer Francisc Giurka und blieb damit seinem Bösewicht-Image auch im Ausland treu. 2010 spielte er in der spanischen Fernsehserie El Internado einen Nazi-Arzt in einem Konzentrationslager.
Synchronarbeiten übernahm Bullach unter anderem in den Serien Miami Vice und Nash Bridges. Bullach ist intensiv als Sprecher für Hörspiele tätig. So sprach er diverse Rollen unter anderem in Bob der Baumeister, Die drei ??? und Fünf Freunde.
2001 gründete Bullach mit der MATTABU-Produktion eine Produktionsfirma für von ihm eingesprochene Hörspiele von Pet Partisch und Marcus Liedtke: Die kleinen Leute von Swabedoo (2001) und von Heinz Körner: Johannes (2003).

## Filmografie (Auswahl)
- 1988: Die Männer vom K3
- 1989–1991: Sesamstraße
- 1991: Großstadtrevier
- 1991: Der Alte – Lange Schatten
- 1992: Ein Schloss am Wörthersee
- 1993: Diese Drombuschs
- 1993: Liebe ist Privatsache
- 1993–1996: Im Namen des Gesetzes
- 1995: Tatort – Mordauftrag
- 1995: Gegen den Wind
- 1996: Tatort – Freitagsmörder
- 1997: Das Traumschiff – Hawaii
- 1997: Insel der Furcht
- 1998: Tatort – Gefährliche Zeugin
- 1998: Ich schenk dir meinem Mann
- 1998: Stubbe – Von Fall zu Fall – Stubbe und Elli
- 1998: Für alle Fälle Stefanie
- 2000: Dreamgate
- 2002: Unser Charly
- 2005: Alinas Traum
- 2007: Die Rettungsflieger
- 2008: Vida en marte
- 2008: Coslada Cero
- 2008: Alles was zählt
- 2008: Rote Rosen
- 2009: Marienhof
- 2010: El Internado
- 2015: Ich bin dann mal weg